# Adelocera pygmaeus
Adelocera pygmaeus is een keversoort uit de familie kniptorren (Elateridae). De wetenschappelijke naam van de soort is voor het eerst geldig gepubliceerd in 1871 door Baudi di Selve.